# Fancy You
Fancy You – siódmy minialbum południowokoreańskiej grupy Twice, wydany 22 kwietnia 2019 roku przez JYP Entertainment i dystrybuowany przez Dreamus. Płytę promował singel „Fancy”. Minialbum sprzedał się w nakładzie 336 479 egzemplarzy w Korei Południowej (stan na maj 2019 r.) i 149 896 w Japonii (według Oricon). Zdobył certyfikat Platinum w kategorii albumów.

## Lista utworów
| CD | CD                 | CD                            | CD                                                                            | CD                                               | CD      |
| Nr | Tytuł utworu       | Tekst                         | Kompozycja                                                                    | Aranżacja                                        | Długość |
| -- | ------------------ | ----------------------------- | ----------------------------------------------------------------------------- | ------------------------------------------------ | ------- |
| 1. | „Fancy”            | Black Eyed Pilseung, Jeon Gun | Black Eyed Pilseung, Jeon Gun                                                 | Rado                                             | 3:35    |
| 2. | „Stuck in My Head” | Lee Seu-ran                   | Matthew Tishler, Andrew Underberg, Philip Bentley                             | Matthew Tishler, Andrew Underberg                | 2:58    |
| 3. | „Girls Like Us”    | Jihyo                         | Uzoechi Emenike, Dimitri Tikovoï, Maya von Doll, Charli XCX                   | MNEK, Dimitri Tikovoï, Maya von Doll, Charli XCX | 2:40    |
| 4. | „Hot”              | MomoKang Eun-jeong            | Jonatan Gusmark, Ludvig Evers, Moa Anna Carlebecker Forsell, Josefin Glenmark | Moonshine                                        | 2:59    |
| 5. | „Turn It Up”       | Sana, Earattack               | Earattack, Louise Frick Sveen                                                 | Earattack, Larmook                               | 3:09    |
| 6. | „Strawberry”       | Chaeyoung, Kim Eun-su         | Maestro the Baker, Jake Tench, Kloe                                           | Maestro the Baker, Jake Tench                    | 3:29    |

## Notowania
| Lista                             | Pozycja |
| --------------------------------- | ------- |
| Gaon Weekly Album Chart           | 2       |
| Gaon Monthly Album Chart          | 2       |
| Oricon Weekly Album Chart         | 1       |
| Billboard Japan Hot Albums        | 11      |
| Billboard World Albums            | 4       |
| Five Music (Tajwan)               | 1       |
| Digital Albums (ARIA Charts)      | 22      |
| Download Albums (SNEP)            | 54      |
| Albums (PROMUSICAE)               | 88      |
| UK Independent Albums (OCC)       | 34      |
| US Digital Albums (Billboard)     | 22      |
| US Heatseekers Albums (Billboard) | 4       |
| US Independent Albums (Billboard) | 16      |